# Erbils internationella flygplats
Erbils internationella flygplats är en internationell flygplats belägen i den nordvästra delen av staden Arbil (Hewlêr på kurdiska) i den autonoma regionen Irakiska Kurdistan i norra Irak. Den är tillsammans med Sulaymaniyyas internationella flygplats en av två flygplatser i regionen. Flygplatsen har dagliga avgångar till ett flertal destinationer i Europa och Mellanöstern. De har även transporter av gods. I dagsläget finns det en terminal för avgång och en för ankomst, och en tredje som var under uppbyggnad och blev klar 2008.

## Destinationer
- Larnaca
- Kairo
- Dubai
- Bagdad
- Basra
- Mosul
- Sulaymaniyya
- Teheran
- Amman
- Beirut
- Amsterdam
- Göteborg
- Malmö
- Stockholm
- Ankara
- Istanbul
- Berlin
- Düsseldorf
- Frankfurt
- Köln
- München
- Wien